# Deramas plateni
Deramas plateni är en fjärilsart som beskrevs av Otto Staudinger. Deramas plateni ingår i släktet Deramas och familjen juvelvingar. Inga underarter finns listade i Catalogue of Life.